# Michel Parreau
Michel Parreau, né le 6 décembre 1923 à Paris et décédé le 4 septembre 2010 à La Madeleine (Nord), est un mathématicien français.

## Biographie
Issue d'une famille d'origine modeste. Michel Parreau est étudiant en 1943 à l'École Normale supérieure de Paris. Il obtient l'agrégation de mathématiques en 1946, et est recruté par le CNRS pour faire de la recherche. En 1952, il soutient sa thèse intitulée Sur les moyennes des fonctions harmoniques et analytiques et la classification des surfaces de Riemann.
Après quelques années à Toulouse, il devient professeur à la faculté de Lille à partir de 1956. Avec ses collègues normaliens Georges Poitou, Roger Descombes et Christiane Chamfy, il fait évoluer rapidement les formations. Il exerce la charge de Doyen de la faculté des Sciences de Lille de 1961 à 1964. La faculté bénéficie alors d'importants moyens en postes et équipements et commence son déménagement vers la cité scientifique à Villeneuve d'Ascq avec le soutien du recteur Guy Debeyre.
En 1963, il participe à la création du Collège Scientifique Universitaire à Calais, puis à Valenciennes en 1964. Ce dernier va devenir l'Université de Valenciennes et du Hainaut-Cambrésis.
De 1973 à 1975, il est le second président de l'université de Lille I, créée en 1971. En 1975, il est gravement malade. Il reprend ensuite ses recherches et s'implique dans la vulgarisation scientifique jusqu'à sa retraite en 1987.
À partir de 1990, il s'implique dans la création de l'université du Littoral-Côte-d'Opale dont il devient l'administrateur provisoire en 1992 et 1993.

## Publications
- [1952] Université de Paris / Faculté des sciences, Sur les moyennes des fonctions harmoniques et analytiques et la classification des surfaces de Riemann (Thèse de doctorat : Sciences. Mathématiques), Paris / Chartres, Imp. Durand, 1952, 98 p., 25 cm (OCLC 460035532, BNF 32509055, SUDOC 025830058, présentation en ligne, lire en ligne) [résumé].
- [1956] « Théorème de Fatou et problème de Dirichlet pour les lignes de Green de certaines surfaces de Riemann : Colloque international de théorie des fonctions », Annales Academiæ Scientiarum Fennicæ Mathematica, Helsinki, Suomalainen Tiedeakat, vol. 250, no 25,‎ 1956-57, p. 8 (ISSN 0066-1953, OCLC 775063044, présentation en ligne).
- [1958] Formes et courants. Théorème de Rham (en)  (Séminaire de topologie algébrique), 1958.
- [19..] Cours de mathématiques II, Lille, Faculté des sciences de l'université de Lille, 19.., 153 p., 29 cm (OCLC 1160166444, SUDOC 242421792, présentation en ligne).
- [1969] Théorie des fonctions analytiques, vol. 3, Lille, Faculté des Sciences de l'UDL, 1969, 154 p., 27 cm (OCLC 36110867, SUDOC 026609533, présentation en ligne).
- [1975] Représentations conformes des surfaces de Riemann planes (en), Orsay, Université Paris-Sud, coll. « Publications mathématiques d'Orsay, vol. 204-76.59 » (réimpr. 1976) (1re éd. 1975), 44 p., 30 cm (OCLC 423504935, SUDOC 018850707, présentation en ligne, lire en ligne [PDF]).
- [2017] M. Parreau, Robert Gergondey (Éd. scientifique) et al., Écrits mathématiques : variables complexes, surfaces de Riemann, Villeneuve d'Ascq, Presses universitaires du Septentrion, coll. « Histoire de sciences  (ISSN 1258-116X), no 1654 », 2017, 274 p., 24 cm (ISBN 978-2-7574-1286-2, OCLC 986520771, BNF 45231571, SUDOC 200593501, présentation en ligne).